# Pachyerannis
Pachyerannis là một chi bướm đêm thuộc họ Geometridae.